# Harleys in Hawaii
"Harleys in Hawaii" (tạm dịch: "Harleys ở Hawaii") là một bài hát của ca sĩ người Mỹ Katy Perry nằm trong album phòng thu thứ sáu của cô, Smile (2020). Nó được phát hành dưới dạng đĩa đơn độc lập vào ngày 16 tháng 10 năm 2019 cùng với video âm nhạc của nó. Bài hát được viết bởi Jacob Kasher Hindlin, Perry và các nhà sản xuất Charlie Puth và Johan Carlsson.
"Harleys in Hawaii" là một bài hát pop nhiệt đới, mô tả cảm xúc của Perry khi cô lái mô tô Harley-Davidson ở Hawaii với người yêu. Nó có nhịp độ nhanh vừa phải là 140 nhịp mỗi phút và tuân theo chữ ký thời gian chung là 4/4. Nó được chơi trong phím của B nhỏ và theo một tiến trình hợp âm của B ♭ mE m-Fm. Bài hát có thời lượng ba phút và năm giây.

## Danh sách bài hát
- Tải xuống kỹ thuật số và phát trực tuyến

1. "Harley in Hawaii" - 3:06

- Tải xuống và phát trực tuyến kỹ thuật số (Win and Woo Remix)

1. "Harley in Hawaii" (Win and Woo Remix) - 3:26

- Tải xuống và phát trực tuyến kỹ thuật số (KANDY Remix)

1. "Harley in Hawaii" (KANDY Remix) - 2:45

## Xếp hạng
| Bảng xếp hạng (2019)                              | Vị trí cao nhất |
| ------------------------------------------------- | --------------- |
| Úc (ARIA)                                         | 36              |
| Bỉ (Ultratip Flanders)                            | 37              |
| Bỉ (Ultratip Wallonia)                            | 33              |
| Canada (Canadian Hot 100)                         | 71              |
| Croatia (HRT)                                     | 45              |
| Cộng hòa Séc (Singles Digitál Top 100)            | 69              |
| Hungary (Single Top 40)                           | 37              |
| Ireland (IRMA)                                    | 42              |
| Lithuania (AGATA)                                 | 23              |
| New Zealand Hot Singles (RMNZ)                    | 1               |
| Romania (Airplay 100)                             | 61              |
| Scotland (OCC)                                    | 67              |
| Slovakia (Singles Digitál Top 100)                | 43              |
| Sweden Heatseeker (Sverigetopplistan)             | 7               |
| Thụy Sĩ (Schweizer Hitparade)                     | 72              |
| Anh Quốc (OCC)                                    | 45              |
| Hoa Kỳ Bubbling Under Hot 100 Singles (Billboard) | 10              |
| Venezuela Anglo (Record Report)                   | 45              |

## Lịch sử phát hành
| Quốc gia       | Ngày                      | Định dạng                  | Phiên bản         | Hãng đĩa  | Ref.   |
| -------------- | ------------------------- | -------------------------- | ----------------- | --------- | ------ |
| Nhiều quốc gia | Ngày 16 tháng 10 năm 2019 | Digital download streaming | Nguyên bản        | Capitol   | [ 25 ] |
| Úc             | Ngày 18 tháng 10 năm 2019 | Đài phát thanh đương đại   | Nguyên bản        | Capitol   | [ 26 ] |
| Ý              | Ngày 31 tháng 10 năm 2019 | Đài phát thanh đương đại   | Nguyên bản        | Universal | [ 27 ] |
| Nhiều quốc gia | Ngày 13 tháng 11 năm 2019 | Digital download streaming | KANDY remix       | Capitol   | [ 28 ] |
| Nhiều quốc gia | Ngày 13 tháng 11 năm 2019 | Digital download streaming | Win and Woo remix | Capitol   | [ 28 ] |